# Most Zwierzyniecki we Wrocławiu
Most Zwierzyniecki we Wrocławiu – przeprawa mostowa we wschodniej części miasta, nad Starą Odrą, łącząca centrum miasta z osiedlami Dąbie, Biskupin, Sępolno i Bartoszowice. Zlokalizowany w bezpośrednim sąsiedztwie Ogrodu Zoologicznego (od którego wywodzi się jego współczesna nazwa) i terenów wystawowych wokół Hali Stulecia.
Przeprawę w tym miejscu, początkowo drewnianą, wybudowano około 1655. Podczas epidemii dżumy w 1704 na moście ustanowiono punkt kontroli przepustek uprawniających do przekraczania granic miasta, stąd jego niemiecka nazwa Paßbrücke, tłumaczona niekiedy na "most Przepustkowy". Rogatki do kontroli podróżnych na drogach wylotowych z Wrocławia funkcjonowały zresztą przez długie lata, także i w XIX wieku, i jedna z nich działała przy Moście Zwierzynieckim. Używana też była wobec niego nazwa "Ceglany" (od cegielni na Biskupinie) i "Szczytnicki" (od pobliskiej wsi Szczytniki). Dziś mianem mostu Szczytnickiego określa się jednak inny most w okolicy, położony około kilometra w dół rzeki – na północ od Zwierzynieckiego.
W latach 1895–1897 mistrz budowlany Karl Klimm pod kierunkiem miejskiego architekta ("radcy budowlanego") Richarda Plüddemanna i przy pomocy inż. A. Fruhwirtha zaprojektował nowy most. Jest to oparta na granitowych przyczółkach stalową jednoprzęsłowa konstrukcja kratownicowa złożona z dwóch równoległych stalowych łuków kratowych ustawionych w odległości 12,5 m. Pasy główne dźwigarów powiązane są u góry kilkoma stężeniami. Do łuków podwieszono na wiotkich wieszakach pomost długości 60,6 m, a główne dźwigary łukowo-kratowe oparte są na ruchomych łożyskach sześciowałkowych. Most ozdobiony jest czterema secesyjnymi obeliskami z czerwonego piaskowca i oświetlany nocą stylowymi latarniami.

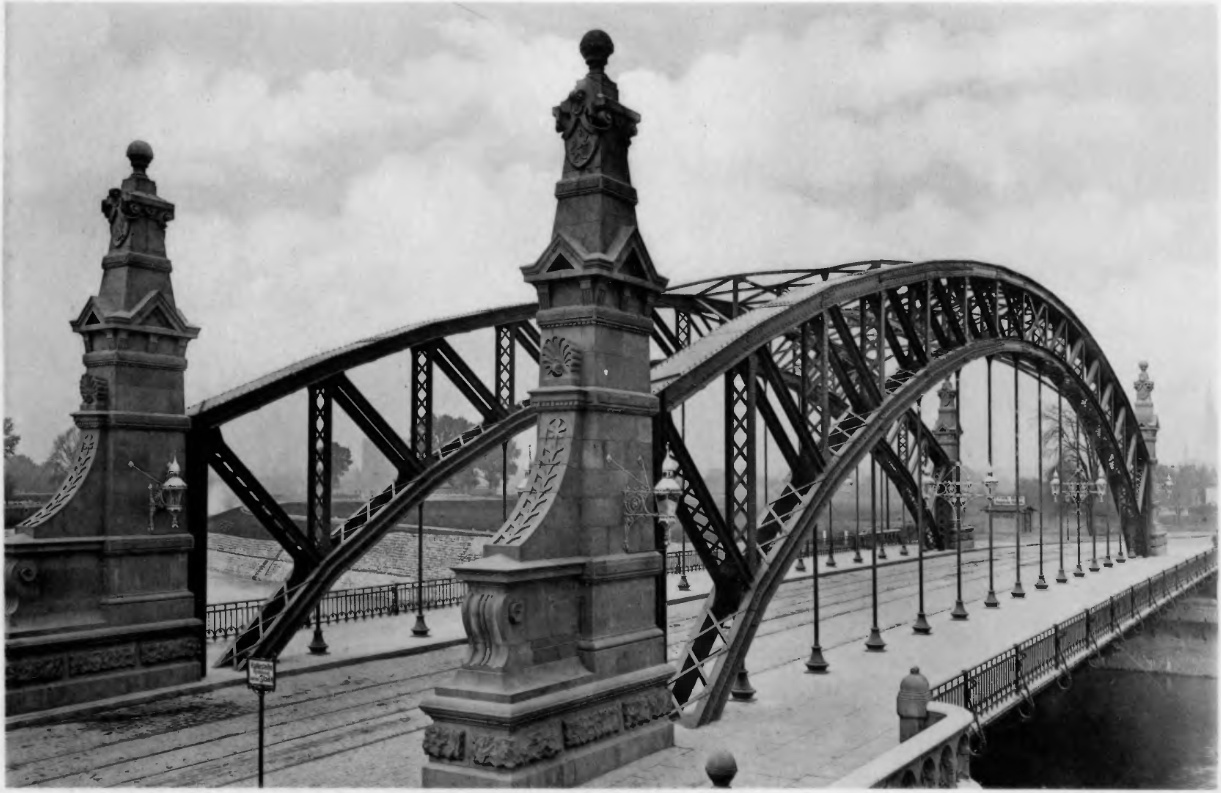
most krótko po wybudowaniu, w 1901

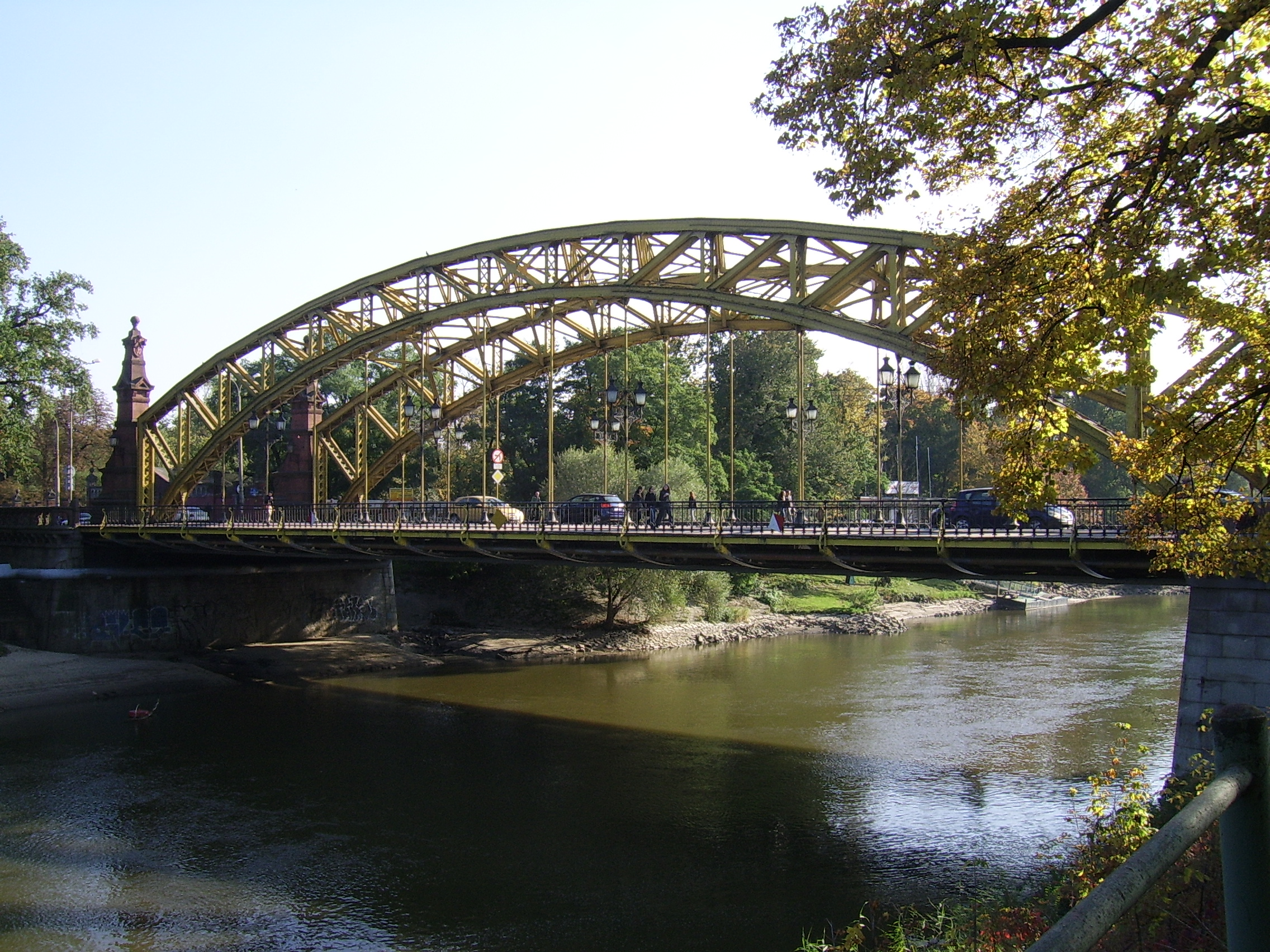
Most Zwierzyniecki od północy

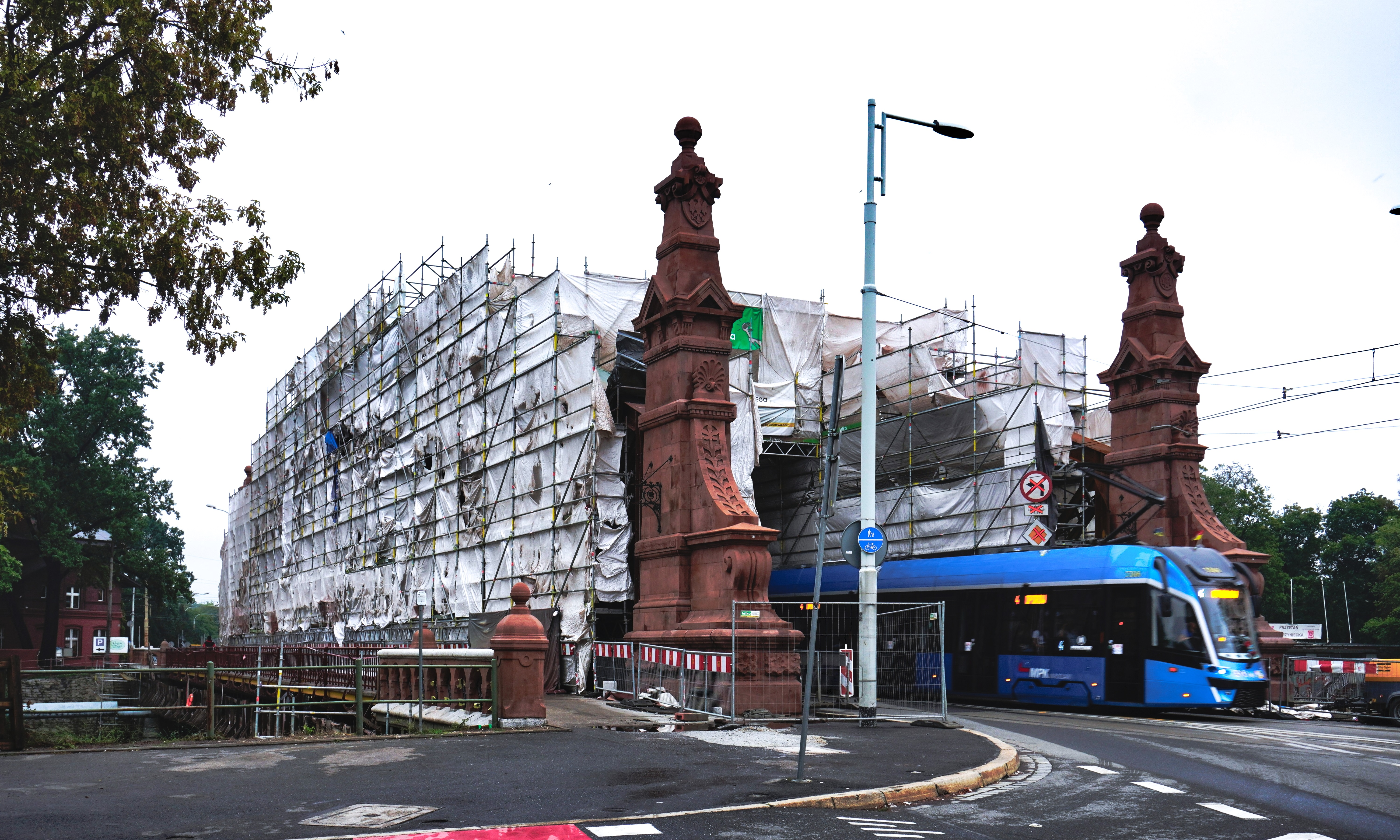
Most Zwierzyniecki w trakcie remontu (2022)

Pod widniejącą na bramie mostowej kamienną inskrypcją upamiętniającą lata jego budowy widniała do 1945 brązowa tablica (zlikwidowana po wojnie w akcji usuwania wszelkich niemieckich napisów i odtworzona podczas generalnego remontu mostu zakończonego w 2024 roku) treści:
Hœlzern ruht ich Jahrhunderte lang ᵫber trægem Gewæsser
Jetzt aus Eisen und Stein schmueck ich den schiffbaren Strom.
czyli:
Drewniany spoczywałem przez stulecia nad leniwymi wodami
Teraz z żelaza i kamienia zdobię żeglowny szlak.
Podczas oblężenia Festung Breslau w 1945 Niemcy spodziewali się natarcia od wschodu miasta, od Swojczyc, Bartoszowic, Sępolna, Biskupina i Dąbia, dlatego chcąc je powstrzymać założyli na moście ładunki wybuchowe, przygotowując go do wysadzenia. Ponieważ Armia Czerwona przypuściła jednak szturm od południa Wrocławia, most Zwierzyniecki ocalał.
Most ma długość 62 m, szerokość 21,80 m, szerokość jezdni 10 m, szerokość chodników 2 × 5,90 m. W pobliżu mostu Zwierzynieckiego i ZOO mieści się pasażerska Przystań Zwierzyniecka, skąd odpływają turystyczne statki spacerowe po Odrze.